# God Mazinger
God Mazinger (ゴッドマジンガー Goddo Majingā?), también conocida como Majin Densetsu (魔神伝説), es una serie de anime y manga creada por el mangaka Gō Nagai. Se estrenó en Japón en 1984 y alcanzó los 23 episodios.

## Descripción
La historia nos habla de un joven llamado Yamato Hino, que es lanzado atrás en el tiempo, donde el ejército de dinosaurios del imperio Dragonia trata de dominar el mundo, y la reina Aira de Mu necesita a Yamato para que le ayude con el guardián de piedra God Mazinger, que parece sospechosamente un robot gigante. Su oponente es el emperador Dorado y su primogénito el príncipe Eldo.
La serie está considerada como parte de la saga Mazinger, y no solo por su creador o nombre de la serie. Un libro japonés llamado Mazinger Bible, lanzado en 2002 por el 30.º aniversario de la primera serie de Mazinger, incluye a God Mazinger dentro de la saga, entre otros.